# Allobates nidicola
Allobates nidicola е вид земноводно от семейство Aromobatidae.

## Разпространение
Видът е разпространен в Бразилия.